# Ecoembes
Ecoembes es una organización sin ánimo de lucro, con forma de Sociedad Anónima, que se dedica a la coordinación del reciclaje y el ecodiseño de los envases domésticos y comerciales en España. Se encarga principalmente de la gestión del reciclado de los residuos de envases domésticos en España a través de un sistema de recogida selectiva (contenedores amarillos para envases de plástico, latas y briks, y azules para papel y cartón). Su presidente actual es Josep Puxeu.

## Actividad
Fue fundada en 1996 por las corporaciones del envase de usar y tirar y de la distribución de producto envasado, para cumplir con las obligaciones de la Ley 11/97 de Envases, Ecoembes trabaja para garantizar una segunda vida a los envases de usar y tirar de plástico, latas, briks, cartón y papel que se ponen en el mercado.
En cumplimiento del artículo 50.3 de la Ley 7/2022, desde el 1 de diciembre de 2023 Ecoembes es una Entidad Administradora S.L.U. (sociedad limitada sin ánimo de lucro).  
Contenedores de reciclaje en España
La Ley 11/1997, de 24 de abril, de Envases y Residuos de Envases  obliga a las empresas en España a cobrar una cantidad por cada envase de producto que se produce, así como la devolución de esta cantidad cuando el envase es devuelto vacío. Como alternativa para las empresas, existe la posibilidad de participar en un Sistema Integrado de Gestión que recoge los envases, de manera que las  empresas productoras de envases no tengan que hacerse cargo de su gestión. Basándose en este cometido surge en 1996 Ecoembes.
Tras las primeras experiencias piloto de separación de residuos para el reciclaje en España, en los años 90 se comenzaron a instalar los contenedores por fracción, para alinearse con la normativa medioambiental europea, especialmente con la Directiva 94/62/CE sobre envases y residuos de envases. Una de las primeras acciones de Ecoembes fue la de promover el uso del contenedor amarillo (para envases ligeros) y del contenedor azul (para papel y cartón), lo que propició la diferenciación de contenedores de reciclaje en España por colores.
Para permitir la recogida selectiva de los envases domésticos, estos colores se han estandarizado a nivel nacional por la colaboración entre organizaciones como Ecoembes y las administraciones locales españolas.
Iniciativas medioambientales
Ecoembes ha promovido proyectos relacionados con el desarrollo medioambientalmente sostenible propios y en colaboración con instituciones. Con la Sociedad Española de Ornitología (SEO/BirdLife) promueve el proyecto LIBERA desde el año 2017, con iniciativas de concienciación y movilización contra la basuraleza.
Además de campañas de educación y formación, el proyecto promueve la participación de la ciudadanía para realizar acciones de limpieza en espacios naturales como ríos, embalses, pantanos, playas, bosques y montes. En 2024 la suma de personas en estas acciones superaba los 200.000 voluntarios.
Ecoembes también colabora con la Fundación Ecoalf en la iniciativa Upcycling the Oceans desde 2016, en la recogida de residuos de los fondos marinos en costas españolas.  
Iniciativas sociales
Desde el año 2014 Ecoembes ha promovido en España el proyecto La música del reciclaje, inspirado en la Orquesta de instrumentos reciclados de Cateura (Paraguay). La iniciativa fomenta la ayuda a niños en riesgo de exclusión social a través de la formación musical.   
Además de aprender nociones musicales y a construir sus propios instrumentos reciclados, todos los años se celebran en diferentes ubicaciones en España conciertos solidarios, que cuentan con la participación de artistas españoles e internacionales como Raphael, Antonio Orozco, Víctor Manuel, Rosario o Miguel Ríos, entre otros. La iniciativa cuenta con un Comité Protector, del que Su Majestad la Reina Doña Sofía es la Presidenta de Honor. 
Iniciativas educativas
Ecoembes organiza desde el año 2018 el proyecto Naturaliza, una iniciativa de educación medioambiental, que en 2023 estaba implantada en 1.300 colegios de España. 
Naturaliza consiste en un programa formativo aplicable en cursos de Educación Infantil, Educación Primaria y Educación Especial, enfocado a la formación en aspectos sociales y ambientales de actualidad como cambio climático, alimentación sostenible, consumo responsable o economía circular, entre otros.  
TheCircularLab
En 2017 Ecoembes inauguró TheCircularLab, un centro de innovación ubicado en el Parque Municipal de Jardinería en Logroño (La Rioja). Se trata del primer centro de innovación abierta en materia de economía circular en Europa, enfocado en tecnología, formación y aceleración de iniciativas relacionadas con la economía circular. 
El centro ha impulsado proyectos de implantación nacional, como Reciclos, un sistema de devolución y recompensa (SDR) digital, que ofrece recompensas a los ciudadanos por la gestión de determinados residuos reciclables como latas o botellas de plástico en los contenedores amarillos habilitados o en las máquinas Reciclos.  
En la actualidad el sistema Reciclos está presente en todas las comunidades autónomas españolas, en más de 14.600 contenedores amarillos adaptados tecnológicamente y se han instalado más de 180 máquinas de reciclaje en estaciones de transporte, universidades, hospitales y centros comerciales. 

## Convenios de colaboración
Ecoembes realiza su actividad en España de gestión de los residuos de envases domésticos y comerciales en modelo de colaboración público-privada. Para ello cuenta con colaboradores multisectoriales, desde accionistas y empresas adheridas. En 2023, Ecoembes reportó un total de 14 611 empresas adheridas.
La entidad opera bajo un modelo de Sistema Colectivo de Responsabilidad Ampliada del Productor (SCRAP), donde las empresas envasadoras contribuyen económicamente para cubrir los costos de recogida y selección de envases. Gracias a este modelo, Ecoembes asegura que se recupera un 80 % de los briks de las empresas adheridas que se tiran a la basura. El dato está ampliamente cuestionado:
- El estudio científico «A realistic material flow analysis for end-of-life plastic packaging management in Spain: Data gaps and suggestions for improvements towards effective recyclability» lo rebaja al 11 %:[27]

Las cifras oficiales facilitadas por la empresa encargada de la gestión de los residuos de envases oscilan entre una tasa de reciclaje del 48 % y del 70 %. Sin embargo, los datos que hemos obtenido indican una tasa de recogida real del 15% y una tasa de reciclaje final del 11 %

- El informe «Ecoembes miente: Desmontando los engaños de la gestión de residuos de envases domésticos»[28]evidencia que Ecoembes apenas recupera y recicla en su contenedor amarillo el 25 %.
- Los datos de la Dirección General de Residuos de la Consejería de Medio Ambiente del Gobierno Balear indican que Ecoembes solo recicla el 25 % de los envases ligeros.[29]
- El blog Productor de Sostenibilidad recoge varios artículos analizando datos autonómicos y locales de gestión de residuos en los que se demuestra que los datos son lejanos a las cifras publicadas por Ecoembes. En particular, la recogida selectiva de envases en la ciudad de Madrid no llegaría al 35 %.[30]

La organización dice promover la economía circular, fomentando la reducción, reutilización y reciclaje de envases para minimizar su impacto ambiental, si bien el reciclaje no es economía circular y su sistema fomenta el consumo de envases de usar y tirar, que recoge mezclados y de forma que no pueden ser reutilizados.
Ecoembes se centra en la colaboración público-privada para mejorar la gestión de residuos de envases, trabajando en alianza con empresas, administraciones y organizaciones para proteger el medio ambiente y promover un desarrollo respetuoso con los límites del planeta. En concreto la organización colabora con recicladores y recuperadores para dar a los envases nuevas utilidades; entidades de materiales, que son los fabricantes, recuperadores y/o recicladores de materiales de envases; administraciones públicas; proveedores para los aspectos técnicos, económicos y de responsabilidad corporativa; además de otros SIGs, ONGs e instituciones de diverso ámbito.
En esta línea se ha evidenciado que el modelo de gestión de residuos planteado por Ecoembes a las entidades locales, vía convenio con las comunidades autónomas, cuesta 1700 millones de euros anuales a los ayuntamientos. La cifra corresponde con la cantidad de dinero que cuesta gestionar todos los residuos de envases generados en los municipios y de los que Ecoembes no asume los costes de recogida y gestión.
En 2023 la Comisión Nacional de los Mercados y la Competencia (CNMC) finalizó el expediente sancionador contra Ecoembalajes España, S. A. por un posible abuso de posición de dominio, estableciendo que la corporación tendrá que implantar un sistema que garantice subastas transparentes y competitivas para el reciclaje de residuos de envases.

## Sede
Ecoembes tiene su sede en Calle del Cardenal Marcelo Spínola (Madrid). Además, cuenta con otras oficinas en Nervión (Sevilla), Valencia, Barcelona, Bergondo (La Coruña), San Sebastián, Santa Cruz de Tenerife, Palma de Mallorca, Zaragoza y Oviedo, además de las instalaciones de TheCircularLab en Logroño (La Rioja).

## Órganos de Gobierno
Los principales órganos de gobierno de Ecoembes son la Junta General de Accionistas y el Consejo de Administración. La Junta General de Accionistas está a su vez formada por un grupo de Envasadores, que representan el 60% del accionariado y un grupo de Comercio y Distribución, que representa el 40% del accionariado restante.
El Consejo de Administración de Ecoembes se conforma de la siguiente manera:
- Presidente: D. Josep Puxeu Rocamora
- Vicepresidente: D. Javier Solans Senén
- Consejeros
- Secretaria y Letrada Asesora

Los órganos de gobierno se completan con una Comisión de Nombramiento y Retribuciones, una Comisión de Auditoría, una Comisión de Integridad y un Comité de Dirección.
De forma complementaria, un Consejo Asesor para el Seguimiento y Propuestas al Plan Estratégico (CAPE) se encarga de alinear los intereses de sociedad, administraciones públicas y empresas y velar por su cumplimiento. Además, una Comisión Asesora del Consejo garantiza el cumplimiento de la misión de la organización.

## Financiación
En base al Real Decreto 1055/2022, y la vigente Ley 7/22 de residuos y suelos contaminados para una economía circular, Ecoembes, como Sistema colectivo de responsabilidad ampliada del productor (SCRAP) debe constituirse como una entidad sin ánimo de lucro.
A nivel financiero, Ecoembes responde a un modelo de equilibrio patrimonial sin ánimo de lucro, que debe financiar a las entidades locales el coste adicional de la prestación del servicio público de recogida selectiva de residuos de envases domésticos ligeros, y obtener de los envasadores los ingresos para responder al gasto sin generar ningún beneficio económico ya que, a nivel legal, todos los SCRAP en España deben ser entidades sin ánimo de lucro. Los gastos e ingresos de la organización son objeto de validación externa todos los años por una firma de auditoría.
| Financiación Ecoembes *           | Financiación Ecoembes * | Financiación Ecoembes *                   | Financiación Ecoembes * |
| Gastos                            | Gastos                  | Ingresos                                  | Ingresos                |
| --------------------------------- | ----------------------- | ----------------------------------------- | ----------------------- |
| Gastos operativos                 | Gastos operativos       | Ingresos por venta de material recuperado | 102,8 millones          |
| Gastos de sensibilización         | 11,3 millones           | Ingresos de punto verde                   | 728,2 millones          |
| Gastos de recogida                | 295,7 millones          |                                           |                         |
| Gastos de selección y tratamiento | 597,3 millones          |                                           |                         |
| Gastos de estructura              | 16,7 millones           |                                           |                         |

* Datos del Portal de Transparencia de Ecoembes de 2023. En euros.